# Sylvains-lès-Moulins (comuna suprimida)
Sylvains-lès-Moulins era una comuna francesa situada en el departamento de Normandía, de la región de Eure, que el uno de enero de 2016 fue suprimida al fusionarse con la comuna de Villalet, y formar la comuna nueva de Sylvains-lès-Moulins.

## Demografía
| Gráfica de evolución demográfica de Sylvains-lès-Moulins entre 1800 y 2013 |
|                                                                            |

Los datos demográficos contemplados en este gráfico de la comuna de Sylvains-lès-Moulins se han cogido de 1800 a 1999 de la página francesa EHESS/Cassini, y los demás datos de la página del INSEE.